# Dorothy Dalton
Dorothy Dalton (Newark, 1 de agosto de 1922 - 9 de maio de 1973) foi uma ex-ginasta que competiu em provas de ginástica artística pelos Estados Unidos.

## Carreira
Dalton foi a primeira medalhista norte-americana em uma edição olímpica da ginástica artística feminina. Junto as companheiras Ladislava Bakanic, Marian Barone, Consetta Carruccio-Lenz, Meta Elste-Neumann, Helen Schifano, Clara Schroth-Lomady e Anita Simonis, foi superada pelas tchecas e húngaras, conquistando o bronze nas Olimpíadas de Londres, na única prova feminina disputada: a por equipes. Nunca tendo conquistado um título nacional, treinava durante a noite e trabalhava durante o dia como secretária na Westinghouse Corp.. Faleceu em 1973, aos 51 anos de idade.